# Levantamiento en Puebla de 1868

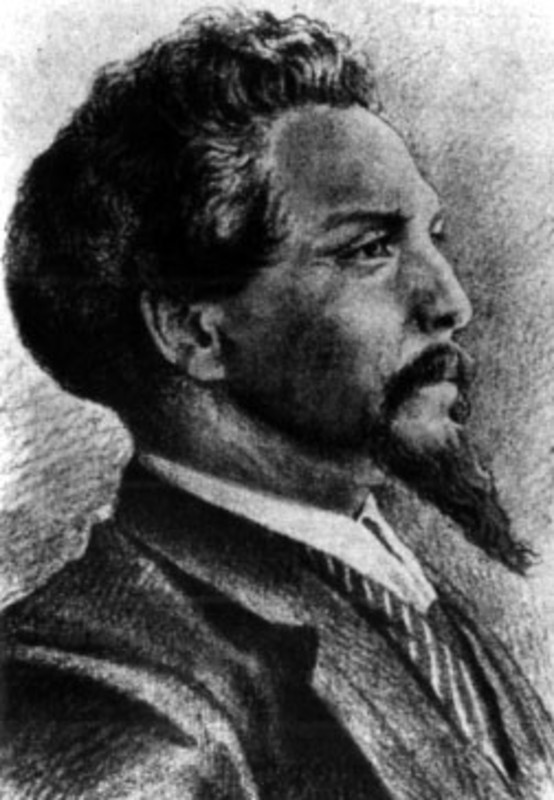
El general Rivera se levantó contra el presidente Juárez en 1868

El Levantamiento en Puebla de 1868 fue un conflicto armado encabezado por una fracción rebelde en Puebla comandada por el general Aureliano Rivera y el general Miguel Negrete. 
Aureliano Rivera, expidió una proclama en principios de mayo contra la Convocatoria de elecciones y desconociendo a Benito Juárez. Reunió unos cuantos hombres y se lanzó a las montañas; sin embargo, no habiendo sido secundado en sus proyectos, tuvo que prescindir y se ocultó en la ciudad hasta que se publicó la amnistía. 
Negrete logró tomar la ciudad de Puebla, pero desbandadas sus fuerzas, que habían sido derrotadas antes por el general Francisco Vélez el 15 de mayo en la Batalla de Chalchichihuila, tuvo que ocultarse junto con el general Rivera. 

## Referencias

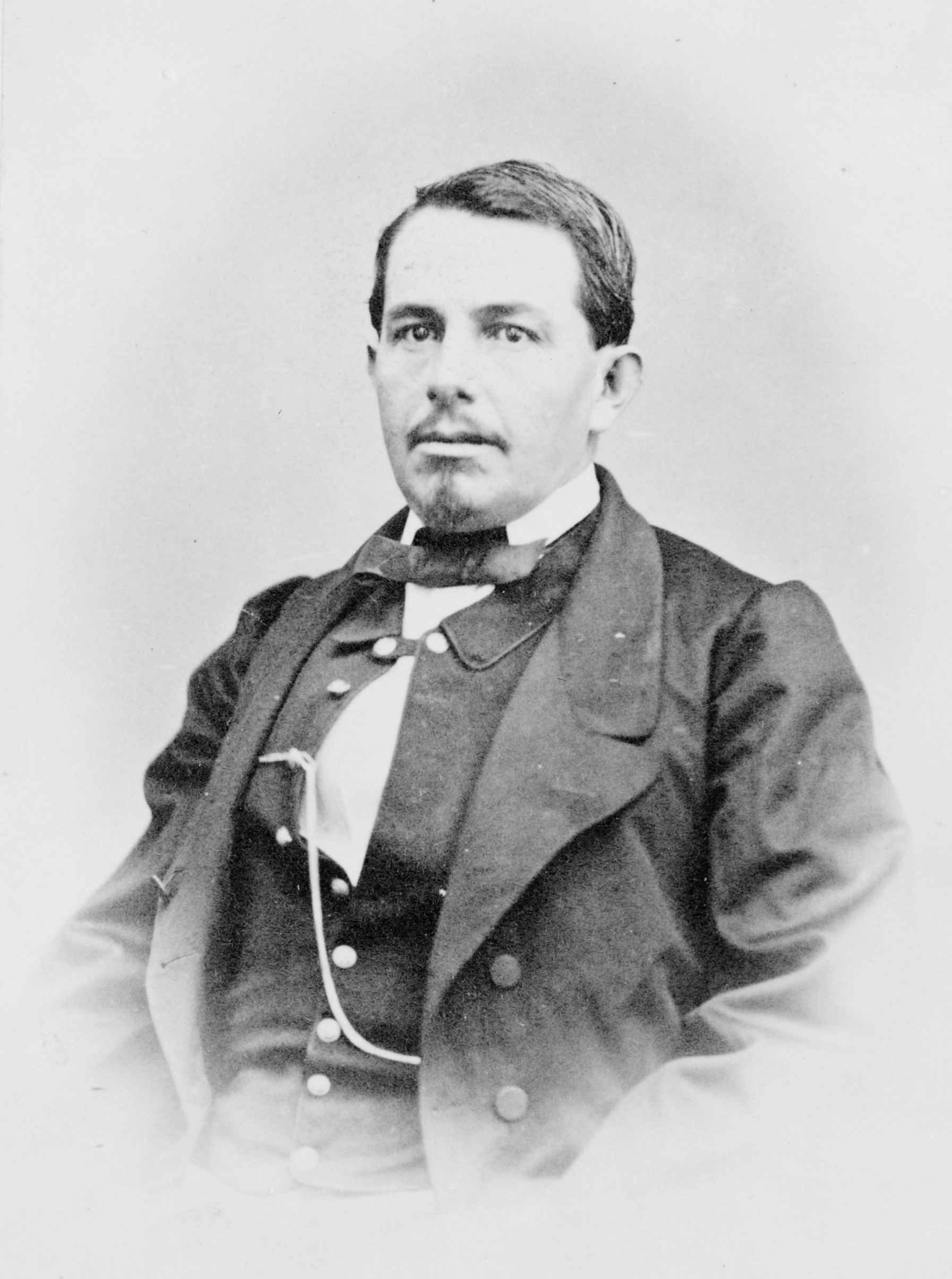
El general Miguel Negrete se levantó junto con el general Rivera